# Poachelas
Poachelas is een geslacht van spinnen uit de familie Trachelidae.

## Soorten
- Poachelas montanus Haddad & Lyle, 2008
- Poachelas solitarius Haddad & Lyle, 2008
- Poachelas striatus Haddad & Lyle, 2008